# Ruth K. Chao
Ruth K. Chao ist eine amerikanische Psychologin. Sie hat ihre Ausbildung 1992 an der University of California, Los Angeles mit dem Doktorgrad abgeschlossen und lehrt und forscht derzeit an der University of California, Riverside.

## Arbeitsschwerpunkt
Chaos Arbeitsschwerpunkt ist die Elternhauserziehung in asiatischen – besonders chinesischen – Immigrantenfamilien, ein Thema, das in den USA besonderes Interesse findet, weil diese Bevölkerungsgruppe im amerikanischen Bildungssystem gegenwärtig zu den erfolgreichsten zählt und selbst die europäischstämmigen Amerikaner deutlich überflügelt. Hervorgetreten ist Chao als Kritikerin von Diana Baumrinds Klassifikation der Erziehungsstile (autoritär – autoritativ – permissiv), der sie Ethnozentrismus vorwirft. Die chinesische Erziehung basiere, wie sie immer wieder betont hat, auf kulturellen Grundlagen (Konfuzianismus), die sich der wissenschaftlichen Erfassung entzögen, wenn der chinesische Erziehungsstil nach Baumrinds allzu grobem Schema vermessen werde.

## Schriften
- Clarification of the authoritarian parenting style and parental control: Cultural concepts of Chinese child rearing. Konferenzpapier, vorgelegt auf dem Biennial Meeting der Society for Research in Child Development (60th, New Orleans, 25.–28. März 1993)
- Beyond parental control & authoritarian parenting style: Understanding Chinese parenting through the cultural notion of training. In: Child Development, Band 45, 1994, S. 1111–1119
- Chinese and European-American cultural models of the self reflected in mothers’ child-rearing beliefs. In: Ethos, Band 23, 1995, S. 328–354
- Beyond Authoritarianism: A Cultural Perspective on Asian American Parenting, Konferenzpapier, Annual Meeting of the American Psychological Association, New York NY, August 1995
- Chinese and European American Mothers’ Beliefs about the Role of Parenting in Children’s School Success. In: Journal of Cross-Cultural Psychology, Band 27, Juli 1996, Heft 4, S. 403–423
- mit Stanley Sue: Chinese Parental Influence and Their Children’s School Success: A Paradox in the Literature on Parenting Styles. In: Sing Lau (Hrsg.): Growing up the Chinese way: Chinese child and adolescent development. 2. Auflage. The Chinese University Press, Hongkong: 1997, ISBN 962-201-659-6, S. 93–120 (eingeschränkte Online-Version in der Google-Buchsuche-USA)
- The parenting of immigrant Chinese and European American mothers: Relations between parenting styles, socialization goals, and parental practices. In: Journal of Applied Developmental Psychology, Band 21, 2000, Heft 2, S. 233–248
- Extending research on the consequences of parenting style for Chinese Americans and European Americans. In: Child Development, Band 72, 2001, S. 1832–1843
- mit V. Tseng: Parenting of Asians. In: M. H. Bornstein (Hrsg.): Handbook of parenting: Band 4: Social conditions and applied parenting. Lawrence Erlbaum Associates, 2. Auflage, Mahwah NJ 2002, S. 59–93
- mit C. X. Wu: Intergenerational cultural conflicts for Chinese American youth with immigrant parents: Norms of parental warmth and the consequences. In: International Journal of Behavioral Development [Special Issue on Culture and Parenting], Band 29, 2005, S. 516–523
- The prevalence and consequences of adolescents’ language brokering for their immigrant parents. In: Monographs in Parenting: Acculturation and parent-child relationships: Measurement and development, 2006, S. 271–296
- Interpretations of parental control by Asian immigrant and European American youth. In: Journal of Family Psychology, Band 23, 2009, Heft 3, S. 342–354
- mit Michiko Otsuki-Clutter: Racial and Ethnic Differences: Sociocultural and Contextual Explanations. In: Journal of Research on Adolescence, Special Issue: Decade in Review, Band 21, Heft 1, März 2011, S. 47–60